# Ciudad República
Ciudad República es la capital de La República Unida de Naciones en el mundo ficticio de Avatar, la leyenda de Korra. Se trata de una sociedad en la que conviven en paz los maestros y los no maestros de las Cuatro Naciones (Agua, Fuego, Aire y Tierra). Fue fundada por el avatar Aang y el Señor del Fuego Zuko después del final de La Guerra de los Cien Años.

## Características
Ciudad República es, por sí misma, una ciudad-Estado (no depende de otras naciones), y una república confederada, encabezada por los representantes de las Cuatro Naciones. Es la mayor ciudad del mundo ficticio de Avatar y toma la mayor parte del hemisferio central del planeta. Es, además, hogar de todos por igual: maestros y gente sin ningún tipo de poder. En cifras de población y superficie, La Ciudad República es la más importante del mundo y el sitio donde tienen lugar las decisiones más importantes a nivel económico, social y global. En ese sentido, podría catalogarse como un paralelismo entre las ciudades globales actuales. La Ciudad República cuenta con una gran sociedad política basada en la industria de los tiempos modernos. El diseño y el concepto de esta ciudad se basa en las urbes estadounidenses de San Francisco y Nueva York tal como eran en el siglo XX, con anticuados coches en las calles y una gran vida nocturna. Desde una vista aérea, las luces que adornan la ciudad de noche, el mar y la estatua de Aang recuerdan a Manhattan. Además, tiene marcados toques asiáticos (siguiendo la línea cultural plasmada en la serie antecesora, Avatar: la leyenda de Aang) que recuerdan inevitablemente a Shanghái y Hong Kong de los años 1920. 
El medio de comunicación más utilizado es la radio, además de un periódico llamado 元訊 (Yuán Xùn), que podría traducirse como Noticias Yuan.

## Forma de gobierno
Ciudad República está dominada por representantes de todas las naciones. El presidente del Concejo es el representante de la Tribu Agua del Norte, Tarrlok, un ambicioso político de ideas muy impulsivas quien se encuentra rivalizado con Tenzin. Durante el transcurso de la primera temporada, una revolución anti maestros de ideología autocrática llamada los Igualitarios y liderada por Amón entra en escena para intentar tomar el control de Ciudad República. Los Igualitarios son un grupo político que se gana rápidamente la simpatía de las masas de no-maestros habitantes en la ciudad. A partir del libro dos aparece la figura del Presidente Raiko, el cual es el primer presidente luego de que el consejo de las naciones se disolviera por no poder ser eficaz en la toma de decisiones. El Presidente Raiko es la figura de poder que se verá hasta el final de la serie; en su transcurso a menudo tendrá enfrentamientos con Korra por diferencia de ideales.

## Historia
Con el final de la Guerra de 100 Años, el Avatar Aang y el Señor del Fuego Zuko reconstruyeron la sociedad y el equilibrio del mundo. Fue así como fundaron una ciudad en las antiguas colonias de la Nación del Fuego, el Reino Tierra, en la que los no maestros y los maestros pudieran convivir en paz. 
Tras el comienzo de Ciudad República hay un problema que ataca la ciudad, la sangre control, una habilidad desarrollada por un maestro llamado Yakonne. Lo llevan a un estrado en donde Sokka lo declara culpable, pero este escapa usando su habilidad. Finalmente, Aang consigue atraparlo y, usando energía-control, le quita sus habilidades.